# 萨米·卡帕宁
萨米·卡帕宁（芬蘭語：Sami Kapanen，1973年6月14日—），芬兰男子冰球运动员。他曾代表芬兰国家队参加1994年、1998年和2002年冬季奥林匹克运动会冰球比赛，共获得二枚铜牌。